# Philip Massinger
Philip Massinger (født 1583, død 17. marts 1640) var en engelsk dramatisk forfatter.
Om hans liv ved vi meget lidt. Han studerede i Oxford og synes at have forladt universitetet i den sædvanlige alder af c. 25 år. Han er forfatter af en lang række — c. 40 — dramaer, af hvilke c. halvdelen er bevarede. Hans første kendte arbejde, tragedien The Virgin Martyr, skrevet sammen med Dekker, blev opført 1622.
Hans betydeligste værker er de to komedier The City Madam, der satiriserer over citydamernes ødselhed, og det berømte A New Way to Pay Old Debts, der holdt sig på scenen helt op til begyndelsen af det 20. århundrede, og hvor hovedpersonen, Sir Giles Overreach, er en af den engelske komediedigtnings klassiske skikkelser.
Af hans øvrige arbejder er de bedste: The Duke of Milan, The Roman Actor og The Fatal Dowry. Massingers værker er hyppig udgivne; her kan nævnes: Francis Cunningham, Philip Massingers Plays (London 1870) og Arthur Symons, Philip Massinger (i Mermaid Series, 2 bind, London 1887—89).